# Personaggi di Horizon Zero Dawn
Di seguito sono elencate le tribù ed i personaggi principali di Horizon Zero Dawn.

## Tribù
- Nora : La tribù natia della protagonista Aloy, nonché la più antica tra le quattro fazioni tribali. Tribù basata principalmente sulla caccia e sul raccolto. Le loro abitazioni sono costruite completamente in legno e hanno l'usanza di indossare abiti ricavati da pelli animali o da tessuti - di colore chiaro o scuro - adoranti con parti modellate delle Macchine e portano collane, bracciali e gioielli ricavati da ciò che offre la natura o dai fili delle Macchine stesse e si pitturano la faccia. I Nora sono abili cacciatori e guerrieri soprattutto nell'utilizzo dell'arco e della lancia. Sono una tribù molto pacifica ma isolazionista e dunque non sono molto ospitali con gli stranieri, anche se con i Banuk riescono ad essere leggermente meno riluttanti in fatto di ospitalità, poiché sono più simili a loro e soprattutto le due tribù hanno un ottimo rapporto commerciale tra di loro anche se, per via della natura isolazionista di ambedue tribù, i contatti sono molto rari. La loro religione si fonda su un culto monoteista e quindi adorano una sola divinità, la "Madre". La loro società è di tipo matriarcale, infatti donne e uomini sono considerati allo stesso livello e sono le "Alte Matriarche" a guidare la tribù.
- Carja : La tribù più sviluppata, civilizzata e numerosa. Sono la popolazione più avanzata anche militarmente. La loro capitale Meridiana, un'enorme città costruita sopra una mesa, è costituita da costruzioni molto alte e decorate. Indossano abiti fatti di seta pregiata e hanno l'abitudine di truccarsi gli occhi e indossare copricapi ricavati e modellati dalle parti delle Macchine. Il loro esercito è il più sviluppato, numeroso ed organizzato poiché i soldati dell'Élite, cioè l'esercito Carja, indossano delle vere e proprie armature. Sono anche abilissimi mercanti. La loro fede si fonda sul culto della dualità tra Luce ed Ombra, infatti adorano come divinità sacra il Sole e come divinità malevola temono l'Ombra. Il regno è guidato da un monarca chiamato "Re Sole". La loro società è più propensa ad un'ottica patriarcale, anche se vi sono molte cacciatrici e guerriere.
- Oseram : La tribù più avanzata tra le quattro tecnologicamente ma la meno organizzata politicamente. I membri di questa tribù sono bravi artigiani e abili mastri birrai. Dopo i Carja sono la tribù più numerosa ed evoluta militarmente e socialmente. La loro maestria nella lavorazione dei metalli è conosciuta ovunque; infatti, le loro armature sono completamente costruite con tessuti pesanti rinforzati da metalli. Cercano spesso pezzi di metallo nelle discariche o uccidendo Macchine e da esse sono in grado anche di creare armi da fuoco, come Lanciarazzi o Mitragliatrici. Costruiscono le case all'interno delle rocce e i loro villaggi sono delle enormi fornaci. La loro spiritualità si fonda essenzialmente sull'ateismo; infatti non hanno nessun culto religioso e credono che la Terra sia come una Macchina: un sistema integrato in cui le singole parti collaborano e si influenzano a vicenda. La loro società è prettamente patriarcale : infatti le donne sono trattate come "oggetti" e per questo la maggior parte di esse decide di lasciare la patria per costruirsi un'indipendenza e un futuro proprio. Sono divisi in tanti piccoli gruppi chiamati "Clan" poiché non hanno un capo tribale principale.
- Banuk : La tribù natia del misterioso Sylens. Tribù semi-nomade che si sposta spesso nelle zone innevate e fredde. Anche se non sono propriamente sedentari si sono stanziati a nord dei territori dei Nora. Insieme ai Nora, sono considerati selvaggi. Tribù basata essenzialmente sulla caccia e la sopravvivenza. Le loro abitazioni sono delle tende e hanno l'usanza di indossare abiti ricavati dalle pesanti pelli degli animali che popolano le loro terre e da tessuti molto pesanti. Indossano caschi ricavati e modellati dalle parti delle Macchine e si dipingono il viso anche loro. Tramandano storie alle generazioni future oralmente come i Nora, oppure con canti e pitture rupestri. La loro società è guidata da Sciamani, che secondo loro sentono la voce, il canto delle Macchine. Come i Nora non fanno distinzioni di sesso. Venerano le Macchine come se fossero divinità, infatti il loro credo si fonda su una religione di tipo spirituale; credono nella Luce Blu incorporata dentro di esse, che per loro è l'essenza dello spirito e della vita stessa. Come gli Oseram sono divisi in piccoli gruppi chiamati "Werak" guidati ognuno da un "Capo-tribù" e da uno Sciamano.
- Tenakth : La tribù dei feroci guerrieri. Si sa che i loro antenati sono originari del Selvaggio Est ma la loro regione natale si colloca nel misterioso Ovest Proibito. Sono una tribù molto ostile e tutto il loro corpo è coperto da disegni e pitture. Tale tribù si basa principalmente sulla forza. La loro particolarità è quella di essere divisa in Clan, ma a differenza degli Oseram, questa divisione è di tre grandi fazioni che sono tutte differenti e in perenne contrasto tra di loro per via di regole, usanze e comportamenti e quindi il risultato è quello di una tribù che, di fatto, per via dei conflitti, è come se ne avesse creato tre. Poco si sa sulle origini e sulla storia dei Tenakth. Sono visti come spietati guerrieri devoti alla guerra e alla distruzione.
- Utaru : Come per i Tenakth, si conosce poco su tale tribù. Anche loro hanno stabilito la loro regione nell'Ovest Proibito. Indossano abiti fatti da lino, bambù, canapa e altri materiali naturali e come i Banuk indossano degli elmi con le parti delle macchine e anche loro si pitturano la faccia. Il loro aspetto ricorda molto quello delle tribù africane. Sono degli agricoltori esperti e coltivano principalmente il grano. Secondo loro, dopo che una persona muore ritorna a essere un tutt'uno con la terra per renderla più fertile; infatti la loro religione è focalizzata sull'armonia con la natura. Sono consideranti anche loro selvaggi come i Nora, i Banuk e i Tenakth ma sono visti come più civili, accoglienti e più pacifici. Non si sa molto sulla storia Utaru.

## Personaggi
Personaggi Principali

Aloy in una scena del gioco

- Aloy: la protagonista della serie. Appartiene alla tribù Nora però viene affidata all'Emarginato Rost, in quanto trovata dalle Matriarche all'interno della caverna della Madre e perciò cresciuta anch'ella come tale. Fino alla fine non sono chiare le origini di Aloy, né da dove essa provenga realmente. La Matriarca Teersa, considera la sua nascita come qualcosa di mistico e divino, credendo che ella sia la figlia stessa della Montagna della Madre. Da piccola cadde in una rovina dei Predecessori, dove trovò un Focus, un dispositivo in grado di analizzare qualsiasi oggetto e di avere una nuova percezione dell'ambiente. Grazie a questo dispositivo e agli allenamenti di Rost, Aloy diventa una cacciatrice eccellente, abile e precisa. Dopo l'attacco dell'Eclissi alla Prova e la morte di Rost, Aloy diventa una Cercatrice per trovare oltre le Terra Sacra le risposte che cerca all'interno della caverna della montagna. Nel suo viaggio conoscerà alleati come Erend, il Re Sole Avad e Sylens, e si scontrerà contro l'Eclissi guidata da ADE tramite Helis . Si scopre che Aloy è una re-istanziazione di Elisabet Sobeck, una brillante scienziata che creò il "Progetto Zero Dawn", ed è proprio il suo DNA identico che permetterà ad Aloy di scoprire i segreti dei Predecessori. Aloy può essere per tanto considerata la figlia dell'intelligenza artificiale GAIA. Viene chiamata "Cacciatrice di Macchine" e anche "Cavalca-Macchine", in quanto riesce ad addomesticarle grazie all'Override presente sulla sua lancia. Aloy ha un carattere davvero molto forte e particolare : è attiva, intraprendente, dinamica, solare, energica, carismatica, diretta, socievole, curiosa e, anche se non sembra, sa essere molto empatica, sensibile e di buon cuore ; alle volte però è anche molto testarda, impaziente, ostinata, "aggressiva" nei modi di fare ed irritabile. Il suo aspetto è quello dell'attrice olandese Hannah Hoekstra che, grazie al motion capture, ha prestato le proprie fattezze al personaggio.[1] Doppiata in italiano da Martina Felli.
- Rost: padre adottivo di Aloy ed emarginato della tribù dei Nora. Ha addestrato Aloy per poterle permettere di superare la Prova e così poter essere ammessa nella tribù. Rost non rivelerà mai perché sia stato emarginato, un segreto che si porterà nella tomba dopo essere stato ucciso da Helis nell'imboscata tesa ad Aloy. Solo dopo il ritorno di Aloy nella tribù la Matriarca Teersa le rivela la verità: divenne Cercamorte, un guerriero il cui spirito viene separato dal corpo e votato a compiere vendetta da parte della tribù, morendo nel processo, per vendicare la morte della moglie e della figlia per opera di banditi che fuggirono dalle Terre Sacre. Compiuta la sua missione ma gravemente agonizzante, riuscì a tornare per morire nella sua terra, ma una cacciatrice gli salvò la vita. Le Matriarche non riuscirono a trovare un modo in cui Rost (a causa del rito di Cercamorte) si sarebbe riunito alla sua tribù, così egli, come compromesso, decise di diventare un emarginato. Doppiato in italiano da Mario Zucca.
- Teersa: Alta Matriarca dei Nora, fin dall'inizio crede che Aloy sia una benedizione da parte della Dea, in quanto trovata vicino alla porta all'interno de La Madre, dove credono si trovi la Dea, in contrasto con le altre Matriarche (soprattutto Lansra), le quali credono che la ragazza sia il lascito del Demone di metallo che, secondo la loro religione, è stato sconfitto dalla Dea e che debba continuare la loro distruzione. Aiuterà e appoggerà Aloy nel trovare le risposte che cerca oltre le Terra Sacra, e sarà lei che salverà la tribù dal secondo attacco dell'Eclissi portando i rifugiati all'interno de La Madre, dove solo le Matriarche possono entrare. Doppiata in italiano da Elisabetta Cesone.
- Jezza: Alta Matriarca dei Nora, all'inizio era molto titubante quando insieme alle altre Matriarche trovò una neonata Aloy vicino alla "Porta della Madre". Dopo averne discusso allungo insieme alle altre decise di affidarla alle cure di Rost, poiché nonostante non abbia colpe, la bambina non aveva una madre e dunque non era degna di stare nella tribù. Di solito cerca di mettere d'accordo le idee contrastanti di Teersa e Lansra, anche se nella maggior parte dei casi appoggia le idee e le decisioni di Teersa. Dopo il massacro della Prova comincerà a comprendere appieno che Aloy è una "benedizione della Madre" e non un male, tanto che insieme a Teersa le nomina Cercatrice.
- Lansra: Alta Matriarca dei Nora, è la più apatica e tradizionalista delle tre. Per via dei suoi comportamenti troppo duri non è particolarmente considerata una vera guida dalla tribù. Quando trovò Aloy davanti alla Porta della Madre insieme alle altre Matriarche, fu la prima a sostenere che la bambina era frutto di un potere oscuro, la figlia del Demone di Metallo. Quando Teersa benedí il nome di Aloy a sua insaputa, arrivò nel luogo ribadendo ciò che pensava della bambina. Arrivato il momento della Prova, comincia a mostrare dei segni di disapprovazione sul fatto che Aloy partecipi, definendo tutto ciò come blasfemia. È stata l'unica delle tre Alte Matriarche a non approvare il titolo di Cercatrice nei confronti di Aloy, e addirittura le augura di non fare più ritorno. Infine quando Aloy è uscita dalla Porta della Madre, comincia immediatamente a ricredersi sulla ragazza inchinandosi e chiedendo il suo perdono per come l'aveva trattata fino a quel momento.
- Teb: membro della tribù dei Nora, che venne salvato da Aloy da una mandria di Macchine quando lei aveva 6 anni. È cresciuto nutrendo molta stima nei confronti della sua salvatrice, pur essendo un'Emarginata. Non avendo successo come Cacciatore, Teb decide di fare il Tessitore . Parteciperà alla Battaglia per la Guglia divenendo quartiermastro onorario dei Carja. Doppiato in italiano da Francesco Mei.
- Bast: abile cacciatore Nora ma fin troppo sicuro delle sue abilità e soprattutto di sé stesso, all'età si sei anni lanciò un sasso nella fronte di Aloy, in segno per la sua vergogna, poiché Emarginata. Da quel momento poi è divenuto il suo rivale, allenandosi anno dopo anno per arrivare ad essere il vincitore della Prova e di dimostrare di essere il migliore. Durante la Prova decide di mettere i bastoni fra le ruote ad Aloy, nonostante quest'ultima riuscirà ad arrivare prima, mentre lui il terzo dopo la sua migliore amica Vala. Durante l'attacco dell'Eclissi si allea con Aloy per supportarla ma alla fine verrà ucciso dagli assassini.
- Vala: acuta cacciatrice Nora, figlia della Capoguerra Sona e sorella minore di Varl, è l'unica a prendere in simpatia Aloy il giorno prima della Prova e a prendere le sue difese; infatti quando Bast continua ad importunare Aloy nella Loggia, Vala prende le difese della ragazza affermando che alle volte l'amico sa essere davvero odioso. Il giorno della Prova riesce ad arrivare seconda, dopo Aloy, e nonostante ciò riesce ad essere davvero felice per la vittoria della ragazza con molto entusiasmo. All'attacco dell'Eclissi è, insieme ad Aloy e Bast , l'unica a lottare con coraggio proteggendo prima i suoi compagni e poi se stessa. La ragazza dimostra così di essere una vera Nora ma sfortunatamente muore per mano degli assassini, nonostante la sua morte sia considerata dignitosa poiché è morta salvando altre vite.
- Varl: audace Nora, figlio della Capoguerra Sona e fratello di Vala, è tra i pochi a divenire amico di Aloy, in quanto riconosce le sue abilità come cacciatrice e la sua tenacia contro l'imboscata nella Prova, dove però la sorella muore. Insieme ad Aloy e alla madre si vendicherà cacciando e uccidendo gli assassini ancora a piede libero nella Terra Sacra. Parteciperà alla Battaglia per la Guglia insieme alla madre e ad altri Audaci. Doppiato in italiano da Andrea Bolognini.
- Sona: capoguerra dei Nora, una volta scoperta la morte della figlia Vala per mano degli assassini dell'Eclissi, decide di dar loro la caccia, scontrandosi però con le macchine corrotte; nel frattempo, il suo posto verrà preso da Resh. Aiutata da Aloy e dal figlio Varl a ottenere vendetta, Sona sarà molto riconoscente verso la Cercatrice, divenendo una dei suoi alleati. Proteggerà La Madre dalla seconda incursione dell'Eclissi e in seguito parteciperà, insieme al figlio e ad altri Audaci, alla Battaglia per la Guglia. Doppiata in italiano da Patrizia Scianca.
- Resh: inizialmente un Guardiano Nora e in seguito Capoguerra temporaneo, Resh inizia a denigrare pesantemente Aloy al suo arrivo nel villaggio come una "sporca senzamadre" o "reietta". Appena viene a sapere della nomina di Cercatrice della ragazza, rimane indignato dalle scelte di Teersa e Jezza ma, come Lansra, spera che la ragazza non faccia più ritorno. Quando Aloy esce dalla porta della Madre comincerà a ricredersi su di lei. Doppiato in italiano da Gianluca Iacono
- Erend: membro della tribù degli Oseram che conosce Aloy durante un trattato di pace tra i Nora e i Carja insieme all'amico Olin. Prende subito in simpatia Aloy e, quando diventerà il nuovo capo dell'Avanguardia di Meridiana dopo la presunta morte della sorella Ersa, aiuterà volentieri Aloy a trovare la verità su Olin, salvare Meridiana da Dervahl (artefice della morte della sorella) e aiutarla nella Battaglia per la Guglia insieme a molti altri Oseram. Sembra provare qualcosa per Aloy, amettendo di essere stato colpito dalla sua bellezza non appena la vide. Doppiato in italiano da Diego Baldoin.
- Olin: Oseram e amico di Erend, che passa il suo tempo a rovistare tra le rovine dei Predecessori. Proprio per questa sua attitudine viene costretto dall'Eclissi, che tengono prigionieri sua moglie e suo figlio, a lavorare per loro, per trovare le antiche macchine da guerra dei Predecessori. Il giorno prima della Prova dei Nora si rende artefice indiretto delle morti avvenute, perché ADE aveva riconosciuto Aloy come la dottoressa Elisabet Sobeck, l'unica che poteva ostacolarlo. Ritrovato da Aloy insieme ad alcuni membri dell'Eclissi mentre riportano alla luce dei Corruttori, grazie all'intervento di Sylens la Cacciatrice si farà raccontare la verità dall'Oseram e decidere se risparmiarlo o meno. Inoltre, se verrà salvato, Aloy lo aiuta a liberare la moglie e il figlio e ricongiungerli. Doppiato in italiano da Matteo Brusamonti.
- Avad: secondogenito del Re Sole Folle Jiran e attuale Re Sole dei Carja, Avad disprezzò la crudeltà del padre durante i Giorni Rossi e dopo la morte del fratello a opera dello stesso padre, riuscì a spodestarlo alleandosi con gli Oseram. Avad riconquistò Meridiana anche grazie a Ersa, un Oseram che aveva conosciuto quando era una schiava reale e che aveva aiutato a fuggire, ma diventando il nuovo Re Sole non poté tenerla al suo fianco, in quanto le relazioni tra i Carja e gli Oseram sono ancora esigue. Affascinato dalle storie di Erend su Aloy, vede nella Nora un riflesso della sua amata e la appoggia per risolvere il mistero sulla morte di Ersa e fermare Dervahl dal distruggere Meridiana, finendo per consentire ad Aloy di restare al suo fianco, ricevendo, però, un rifiuto dalla Cavalca-Macchine, in quanto deve ancora compiere la sua missione, ma lasciandosi come amici. Nel secondo capitolo Forbiden West, Avad chiarisce di non essere interessato a rimanere per sempre sul trono e quando Itamen, suo giovane fratellastro, sarà diventato più grande, intende cedergli il posto. Quello che Avad desidera è di poter girare il mondo in compagnia di Aloy. Doppiato in italiano da Mattia Bressan.
- Dervahl: brillante inventore Oseram che combatté nei Giorni Rossi insieme a Erend e a Ersa, finendo per perdere la moglie e la figlia come vittime dei sacrifici del Re Sole Folle. Non accettando la tregua tra Oseram e Carja, ordisce un piano per uccidere Avad e distruggere Meridiana, prima costruendo cannoni a onde soniche con le parti delle macchine, poi rapendo e torturando Ersa (che era divenuta amica intima di Avad) e, infine, portando un carico di Vampa a Meridiana che, con un ordigno, avrebbe bruciato la città. I suoi piani vengono però fermati proprio all'ultimo momento da Aloy, che riesce a uccidere uno stormo di Smerigli attirati da un dispositivo di Dervahl e a consegnarlo ad Avad, che lo darà agli altri Oseram tramite estradizione affinché decidano il suo destino. Doppiato in italiano da Pietro Ubaldi.
- Sylens: nomade Banuk affascinato dal mondo dei Predecessori e intenzionato a scoprire i loro segreti, Sylens riuscì a riparare un Focus e, grazie a esso, scoprì un debole segnale che lo portò da un Titano Horus, dove era recluso ADE, un'avanzatissima IA che gli fornì istruzioni sul loro mondo in cambio della conoscenza sui Predecessori. ADE, inoltre, voleva creare un esercito che gli obbedisse per arrivare alla Guglia di Meridiana, e Sylens, preso dalla sua brama di conoscenza lo assecondò, presentandolo come l'Ombra Sepolta presente nella profezia dei Carja delle Ombre, che li avrebbe aiutati a riconquistare Meridiana, formando così il culto dell'Eclissi. Sylens creò vari Focus per permettere ad ADE di coordinare ogni singolo soldato dell'Eclissi, ma ormai il suo compito era terminato e ADE ordinò la sua eliminazione per mano di Helis. Tuttavia, Sylens sapeva che ADE nascondeva qualcosa e modificò i Focus per spiare le loro trasmissioni, fuggendo appena in tempo. Quando Aloy diventa bersaglio dell'Eclissi, Sylens si stupì come una Nora potesse preoccupare così tanto ADE, scoprendo in seguito che anche lei aveva un Focus, aveva scoperto segreti dove lui non era riuscito e assomigliava molto alla scienziata Elisabet Sobeck. I due stringono un'esigua alleanza per fermare l'Eclissi e scoprire la verità sul passato di Aloy e il Progetto: Zero Dawn. Dopo la sconfitta di ADE, Sylens lo intrappola in una gabbia, dicendogli che ha ancora molte cose da raccontargli sui creatori che lo hanno riattivato e s'incammina verso l'Ovest Proibito. Sylens brama più di ogni cosa la conoscenza. Tramite Aloy scopre infine che fu Ted Faro, a distruggere Apollo che era tutto il sapere degli uomini precedenti, odiandolo tremendamente, per avere reso i nuovi uomini del pianeta degli indigeni che vivono nell'ignoranza. Interpretato da Lance Reddick e doppiato in italiano da Renzo Ferrini.
- Helis: Campione del Re Sole Folle Jiran. Conosciuto come il Terrore del Sole, Helis ottenne la sua crudele fama durante i Giorni Rossi, venendo soprannominato il "Collezionista di corpi" dagli Oseram. Scacciato dopo la presa di Meridiana e trovato rifugio a Tramonto alla guida dei Carja delle Ombre, Helis non poté sopportare di vivere come un esule, benché avesse portato con sé, sotto le ultime volontà di Jiran, il suo terzogenito Itamen e la madre Nasadi, insieme all'Alto sacerdote Bahavas. L'occasione per riscattarsi arrivò quando Sylens gli presentò ADE come l'Ombra Sepolta della profezia, l'essere che li avrebbe portati alla vittoria. Helis giurò fedeltà ad ADE e creò il culto dell'Eclissi affinché potesse servire l'entità e riconquistare Meridiana. Quando ADE ordina di uccidere Aloy, Helis non capisce perché il suo signore sia interessato a una Selvaggia Nora, ma esegue gli ordini, credendo di essere riuscito a completare la missione. Si renderà conto troppo tardi che Aloy, ancora viva, ha già causato gravi problemi nei loro piani e riuscirà a scappare proprio sotto i suoi occhi, venendo salvata da Sylens. Condurrà l'esercito di ADE nella Battaglia per la Guglia, morendo dopo un duro scontro con Aloy. Doppiato in italiano da Maurizio Merluzzo.
- IA di Zero Dawn: le intelligenze artificiali che costituiscono il Progetto Zero Dawn sono in tutto dieci:
  - GAIA: IA principale del Progetto Zero Dawn, GAIA aveva il compito di rendere la Terra un luogo di nuovo ospitale per la vita. Era affiancata da altre nove funzioni subordinate, considerate da Elisabet Sobeck, la sua creatrice, un'estensione della sua "mente"; infatti GAIA, nei vari settori, progettava come rendere la Terra di nuovo pronta ad ospitare la vita, mentre le sue funzioni subordinate avrebbero avuto il compito di mettere in pratica i suoi ordini in base al loro scopo. GAIA è stata la prima IA più completa con una coscienza propria e fu anche la prima a poter provare dei veri sentimenti. Il piano di GAIA per la rinascita della vita riuscì al primo tentativo - anche se per via dell'eliminazione di APOLLO , per gli umani non andò come aveva previsto - ma un giorno, per via di un'anomalia, la funzione ADE si liberò dal controllo di GAIA ed assunse una coscienza propria. ADE, impazzito, voleva prendere il posto di GAIA per sterminare nuovamente la vita. Allora GAIA decise di autodistruggersi, per salvaguardare il futuro della vita, ma non prima che ADE liberasse le altre IA di Zero Dawn rendendole libere e coscienti. Dopo la distruzione di GAIA tra le Macchine, che fino a quel momento erano pacifiche nei confronti dell'uomo, avvenne il cosiddetto "Squilibrio", che le rese ostili e aggressive nei confronti dell'uomo.
  - ADE: un tempo, ADE era uno dei programmi subordinati di GAIA nel Progetto: Zero Dawn con il compito di distruggere il processo di terraformazione dell'IA, se fosse stato compiuto in modo errato. Tuttavia, una misteriosa anomalia rese autocoscienti i programmi, trasformando ADE in un'IA che vedeva gli esseri viventi come parassiti da estirpare per poter fare spazio alle macchine. Cercando di prendere il posto di GAIA come nella normale procedura, non vi riuscì a causa dell'autodistruzione dell'IA stessa, e per salvarsi, ADE fu costretto a trovare rifugio in un Titano Horus; tuttavia, prima dell'autodistruzione, liberò dal controllo di GAIA gli altri programmi. Trovato e riparato da Sylens, ADE imparò molto sul nuovo mondo in cui si trovava e rivelò le sue conoscenze sui Predecessori al suo soccorritore. Infine, decise di continuare il suo piano di estinzione: l'obiettivo era raggiungere la Guglia, una delle antenne di MINERVA, situata nel territorio dei Carja, e usarla per risvegliare le macchine da guerra in tutto il mondo. Grazie a Sylens, ADE si presentò davanti all'Alto Sacerdote Bahavas e ad Helis come l'Ombra Sepolta della profezia dei Carja delle Ombre che li avrebbe aiutati a riprendersi Meridiana, formando il culto dell'Eclissi con al comando Helis. Dopo che Sylens ebbe terminato la rete di Focus dell'Eclissi, ADE ordinò a Helis di eliminarlo, non sapendo che il nomade, con uno stratagemma, sapeva la verità e fuggì. Quando ADE vede Aloy tramite il Focus di Olin riconosce in lei la dottoressa Elisabet Sobeck, l'unica che sarebbe stata in grado di fermarlo, e ordina a Helis di ucciderla. Tuttavia, Aloy sopravvive, ostacolando in varie occasioni i piani di ADE. Durante la Battaglia per la Guglia, proprio mentre sta per riattivare le macchine da guerra, ADE viene fermato da Aloy, che crede di averlo distrutto. In realtà, ADE ha perso tutte le sue funzioni, rimanendo prigioniero nel suo stesso corpo, ma viene liberato da Sylens e rinchiuso di nuovo, affinché gli riveli i segreti di coloro che lo hanno riattivato.
  - EFESTO: IA subordinata di GAIA, aveva il compito di sviluppare le Macchine dai progetti dell'IA principale tramite i Calderoni. Le Macchine da lui create avrebbero avuto il compito di ripulire ed epurare il pianeta come supporto alle altre IA che si occupavano di ristabilire equilibrio tra i vari sistemi della Terra. Quando fu liberato da ADE, e vide che gli uomini cacciavano instancabilmente le Macchine, EFESTO cominciò a rilevare l'uomo come una minaccia ed iniziò a creare Macchine più possenti, grosse e pericolose fatte appositamente per cacciare gli uomini. Durante gli eventi del DLC The Frozen Wilds, EFESTO ha cominciato a destabilizzare gli equilibri della parte meridionale di Ban-Ur, cioè lo Squarcio, prendendo il controllo di CYAN l'IA principale del progetto Firebreak che si occupa di controllare l'attività vulcanica del Vulcano di Yellowstone. Così facendo EFESTO ha generato una nuova corruzione, come quella di ADE, che rende però le macchine ancora più ostili e aggressive di quella precedente. Grazie ad Aloy, Ourea e Aratak, EFESTO sarà fermato e sarà costretto a "fuggire via" dallo Squarcio, e a seguito di ciò sarà ancora più aggressivo nei confronti dell'umanità. In Forbidden West, Sylens, dopo l'ultimo fallimento della cattura di EFESTO, e di come egli abbia aumentato le sue misure di sicurezza, spiega ad Aloy che sarebbe possibile sostituirlo creando un nuovo subordinato per GAIA, utilizzando la conoscenza di APOLLO.
  - MINERVA: IA subordinata di GAIA, aveva un compito davvero molto importante. Il compito di MINERVA era quello di mandare e trasferire i segnali di disattivazione per spegnere definitivamente i Robot di Faro tramite delle grandissime torri - antenne come la Guglia, dopo che i codici di disattivazione sarebbero stati decriptati da GAIA.
  - ILIZIA: IA subordinata di GAIA, aveva il compito di rigenerare e clonare la razza umana da embrioni crio-preservati tramite dei Centri Culla sparsi in tutto il mondo. I nuovi umani sarebbero stati cresciuti fino alla maturità da dei multi-servitori ed infine inviati ad APOLLO.
  - APOLLO: altra IA di GAIA, portava un compito importantissimo (probabilmente il più importante) : trasmettere tutta la conoscenza e la cultura umana tramite i Focus e i Centri di Studio all'interno dei Centri Culla. Dopo il completamento di Zero Dawn, APOLLO venne cancellato da Ted Faro: l'uomo infatti credette che il sapere avrebbe solamente danneggiato gli uomini del futuro, e così facendo avrebbero ricomesso gli stessi errori fatti da loro, rendendo di fatto Zero Dawn inutile. In Horizon Forbiden West, si scopre che una copia di APOLLO è sopravvissuta trasportata sull'astronave dagli uomini superstiti alla distruzione del pianeta.
  - POSEIDONE: IA subordinata di GAIA addetta a ripulire e rigenerare completamente l'idrosfera .
  - ETERE: IA subordinata di GAIA addetta a riepurare e rigenerare completamente l'atmosfera.
  - DEMETRA: IA subordinata di GAIA addetta alla rigenerazione e al ripopolamento della flora terrestre tramite i semi crio-preservati di ogni singola specie di vegetali conosciuti.
  - ARTEMIDE: IA subordinata di GAIA addetta alla rigenerazione e al ripopolamento della fauna animale terrestre tramite gli embrioni crio-preservati di ogni singola specie animale conosciuta.
  - NEMESIS: È il vero nemico che si nasconde dietro tutta la storia di Horizon, ma viene presentato solo alla fine di Forbidden West. NEMESIS è un agglomerato delle menti corrotte dei Far Zenith, divenute folli e psicopatiche, che intende vendicarsi per essere stato rinchiuso. I superstiti dell'umanità che fuggirono sulla stella Sirio con l'astronave, i Far Zenith, non erano soddisfatti di avere un corpo immortale e tentarono di trascendere in entità digitali di pura energia. NEMESIS fu uno di questi esperimenti, ma si rivelò un insuccesso. Il progetto venne abbandonato, ma non cancellato, e all'insaputa dei Far Zenith, NEMESIS acquisì una coscienza propria e riuscì a liberarsi. Come un virus, infettò e prese il controllo di ogni tipo di macchina, distruggendo la colonia su Sirio e inseguendo i Far Zenith superstiti che scapparono sulla Terra. Si scopre così che fu NEMESIS ad inviare, anni prima, il segnale corrotto sulla Terra che liberò ADE, donandogli coscienza propria, insieme alle altre funzioni subordinate di GAIA. Dopo il fallimento di ADE, NEMESIS ricevette il messaggio e si mise in movimento verso la Terra con l'unico scopo di sterminare la vita. Si mostra come un'entità tremendamente potente che guida un intero sciame di macchine.

## Personaggi Principali di The Frozen Wilds
- Aratak: capotribù del suo Werak nello Squarcio. Fratello di Ourea. Fiero combattente Banuk, forte, temerario e giusto che pensa sempre per il volere della sua gente. Pur di proteggere sua sorella farebbe qualsiasi cosa per tenerla al sicuro, e infatti questo suo comportamento super protettivo fa litigare spesso i due. È un cacciatore onorario e sa rispettare i cacciatori. Organizza una spedizione a Rombo di Tuono per sconfiggere il Demone che vi abita ma la spedizione finisce in un massacro e Aratak si salva fortunatamente. Quando Aloy giunge nello Squarcio cerca di scoprire chi è questo demone e si mette sulla ricerca di Ourea. Dopo aver compiuto diverse imprese sfida Aratak per il posto di capo tribù del Werak. I due si sfidano e alla fine trionfa Aloy e Aratak accetta la sconfitta. Accompagna Aloy e Ourea a Rombo di Tuono e dopo aver liberato CYAN nell'impresa muore Ourea. Aratak sconvolto per la morte di sua sorella giura che proteggerà sempre il suo werak e che sua sorella non sarà morta in vano e ringrazia Aloy per tutto l'aiuto. Doppiato in italiano da Marco Balzarotti.
- Ourea: sciamana Banuk e sorella di Aratak. Fiera, caparbia, testarda e molto temeraria, infatti a causa di questo suo lato avventuroso litiga spesso con il fratello perché lui la vuole proteggere sempre. Durante i giorni rossi venne catturata dai Carja e torturata fino a quando riuscì a fuggire. Tornata a casa percorre la via dello sciamano e comincia a parlare con un'IA chiamata CYAN scambiandola per una divinità del credo Banuk. Dopo che EFESTO imprigiona CYAN Ourea cerca in ogni modo di liberarla. Quando Aloy giunge da lei, Ourea chiede a lei il suo aiuto e le chiede di sfidare Aratak per il Werak. Una volta fatto accompagna Aloy e Aratak a Rombo di Tuono per liberare CYAN e nell'impresa Ourea muore e prima di spirare dice al fratello che è sempre stata fiera di lui. Doppiata in italiano da Stefania Patruno.
- CYAN: è un'IA creata per controllare i fenomeni vulcanici e impedire eruzioni improvvise per il progetto Firebreak. Compare nel DLC: The Frozen Wilds. CYAN è capace di provare emozioni e sentimenti come gli umani e da alcune registrazioni trovate è possibile che grazie a lei la dottoressa Sobek abbia creato GAIA. Ciò indica che CYAN come intelligenza artificiale è più vecchia di GAIA. Dopo il progetto Zero Dawn che portò la fine della civiltà umana e delle macchine sul pianeta, CYAN, rimase da sola in solitudine. Nei secoli che seguirono, cercò di concentrarsi sul suo lavoro di controllo dei fenomeni vulcanici. Poco dopo giunse Ourea, che la credette, lo spirito guardiano della luce blu delle macchine. Venendo a farle visita più volte divennero amiche. CYAN tralasciò la spiegazione della sua reale natura, poiché gli uomini indigeni non avrebbero compreso cosa fosse realmente. Diciannove anni prima della storia attuale, CYAN ricevette una richiesta di aiuto dal mondo esterno. Credendo che fossero degli umani sopravvissuti acconsenti a connettersi con loro. Ciò fu, però un grosso errore, poiché la richiesta di aiuto, si rivelò un’infiltrazione di EFESTO, liberatosi dal controllo di GAIA come gli altri Subordinati. CYAN cercò di bloccare EFESTO, ma egli riuscì a superare le sue difese e a infettarla come un malware, prendendo il controllo della struttura. CYAN riuscì a mandare una richiesta di aiuto a Ourea ed insieme ad Aloy riescono infine a liberarla. CYAN decide, però, di autodistruggere la sua struttura per impedire a EFESTO di utilizzarla per creare macchine più potenti. CYAN riesce a salvarsi trasferendosi nel sistema ausiliario presente nella grotta dove conobbe Ourea. Qui discute amichevolmente con Aloy, progettando in futuro di collaborare insieme come colleghe, consapevoli, che EFESTO è sopravvissuto e le altre IA sono a piede libero molto pericolose e solo insieme avranno modo di risvegliare GAIA e fermarle. In Horizon Forbidden West, Aloy riattivando GAIA, racconta a questa di CYAN e che potrebbe fare comodo il suo aiuto. GAIA ammette che sarebbe felice di conoscerla e di averle già provato a mandare dei messaggi, ma essa non risponde alla chiamata. Aloy ritiene che CYAN non voglia ricommettere lo stesso errore di finire catturata dalle altre I.A come EFESTO, diffidando quindi dei messaggi. Aloy si propone di tornare da CYAN per raccontarle la verità.